# Wijken en buurten in Leeuwarderadeel
De Nederlandse gemeente Leeuwarderadeel is voor statistische doeleinden onderverdeeld in wijken en buurten. De gemeente is verdeeld in de volgende statistische wijken:
- Wijk 00 Noord (CBS-wijkcode:008100)
- Wijk 01 Zuid (CBS-wijkcode:008101)

Een statistische wijk kan bestaan uit meerdere buurten. Onderstaande tabel geeft de buurtindeling met kentallen volgens het Centraal Bureau voor de Statistiek (2008):
| CBS-buurtcode | Buurtnaam                 | Inwonertal | Opp. totaal (ha) | Opp. land (ha) | Ligging                |
| ------------- | ------------------------- | ---------- | ---------------- | -------------- | ---------------------- |
| BU00810000    | Stiens                    | 7350       | 308              | 304            | Locatie in de gemeente |
| BU00810001    | Finkum                    | 100        | 43               | 42             | Locatie in de gemeente |
| BU00810002    | Hijum                     | 380        | 45               | 44             | Locatie in de gemeente |
| BU00810006    | Verspreide huizen Stiens  | 290        | 1504             | 1478           | Locatie in de gemeente |
| BU00810007    | Verspreide huizen Finkum  | 60         | 290              | 288            | Locatie in de gemeente |
| BU00810008    | Verspreide huizen Hijum   | 30         | 322              | 318            | Locatie in de gemeente |
| BU00810009    | Oude Leije                | 270        | 125              | 124            | Locatie in de gemeente |
| BU00810100    | Britsum                   | 1020       | 38               | 38             | Locatie in de gemeente |
| BU00810101    | Cornjum                   | 400        | 93               | 93             | Locatie in de gemeente |
| BU00810102    | Jelsum                    | 220        | 94               | 94             | Locatie in de gemeente |
| BU00810107    | Verspreide huizen Britsum | 60         | 459              | 452            | Locatie in de gemeente |
| BU00810108    | Verspreide huizen Cornjum | 60         | 389              | 386            | Locatie in de gemeente |
| BU00810109    | Verspreide huizen Jelsum  | 120        | 427              | 420            | Locatie in de gemeente |